# Sarah Miriam Peale

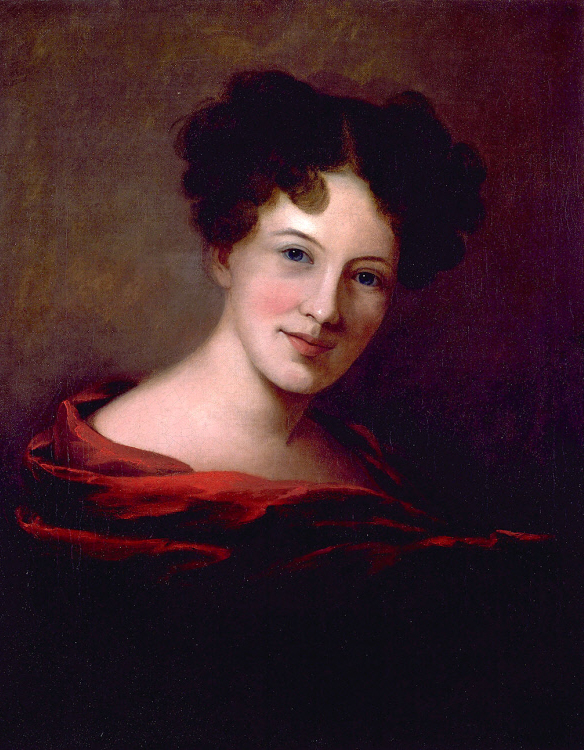
Autorretrato de Sarah Miriam Peale

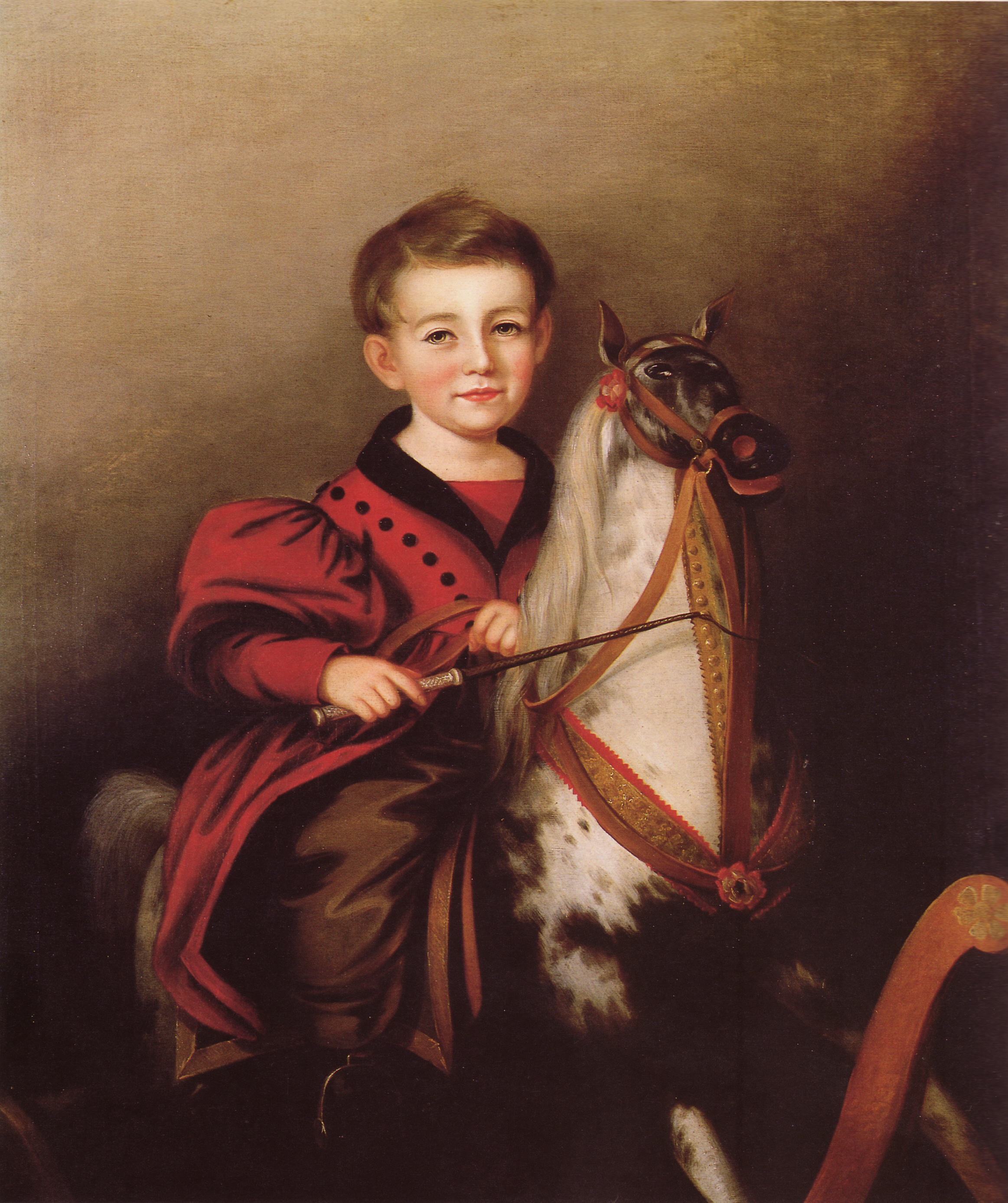
Charles Lavalle Jessop (Boy on a Rocking Horse), 1840. Obra de Sarah Miriam Peale.

Sarah Miriam Peale (Filadelfia, 19 de mayo de 1800 - 4 de febrero de 1885) fue una pintora estadounidense. Era hija del pintor estadounidense James Peale, quien fue su primer maestro; también estudió con su primo, el también pintor Rembrandt Peale. Pintó al óleo. Los temas que cultivó fue el bodegón, la miniatura y, sobre todo, los retratos. Junto con su hermana Anna Claypoole Peale fueron las primeras mujeres en entrar en la Academia de Bellas Artes de Pensilvania.
En la colección permanente del Museo Nacional de Mujeres Artistas, en Washington D. C., se conservan Isaac Avery y Susan Avery, retratos pintado al óleo sobre lienzo que datan los dos de 1821.